# Ganaur
Ganaur è una città dell'India di 29.005 abitanti, situata nel distretto di Sonipat, nello stato federato dell'Haryana. In base al numero di abitanti la città rientra nella classe III (da 20.000 a 49.999 persone).

## Geografia fisica
La città è situata a 29° 07' 39 N e 77° 00' 58 E.

## Società

### Evoluzione demografica
Al censimento del 2001 la popolazione di Ganaur assommava a 29.005 persone, delle quali 15.597 maschi e 13.408 femmine. I bambini di età inferiore o uguale ai sei anni assommavano a 4.271, dei quali 2.390 maschi e 1.881 femmine. Infine, coloro che erano in grado di saper almeno leggere e scrivere erano 19.641, dei quali 11.678 maschi e 7.963 femmine.